# Hana Machatová
Hana Machatová (provdaná Bubníková) (31. července 1938 Brno) je česká moderní gymnastka, tanečnice a baletka, Jejím manželem byl hokejista Vlastimil Bubník, jejím otcem prvoligový brankář Oldřich Machat.
K jejím největším sportovním úspěchům v moderní gymnastice patří 2. místo ve cvičení bez náčiní a 3. místo ve víceboji na mistrovství světa 1965 v Praze, 4. místo ve víceboji na mistrovství světa v roce 1963 v Budapešti a 6. místo ve víceboji na mistrovství světa v roce 1967 v Kodani. Třikrát se stala mistryní republiky ve víceboji v letech (1963, 1965, 1966). Více než dvacet let působila v baletním souboru Národního divadla v Brně.
O životě Hany Machatové a její sestry (dvojčete) Jiřiny Machatové (Langové) vyšla v roce 2019 kniha Věry Staňkové. Obě sestry v roce 2018 obdržely Cenu Jihomoravského kraje.